# Leo Thethani
Leo Thethani (Kaapstad, 8 januari 1999) is een Zuid-Afrikaans voetballer die als vleugelspeler als laatste bij Jong Ajax speelde.

## Carrière
Thethani maakte in 2017 de overstap van Ajax Cape Town naar Ajax. Op 10 september 2018 debuteerde de vleugelspeler in het betaalde voetbal voor Jong Ajax, in de met 0-1 gewonnen uitwedstrijd tegen Jong AZ. Hij viel na 78 minuten in voor de Braziliaan Danilo Pereira da Silva.
Zijn contract dat tot 30 juni 2020 liep, werd niet verlengd. 

### Statistieken
| Seizoen                   | Club           | Land           | Competitie     | Competitie | Competitie | Beker | Beker | Totaal | Totaal |
| Seizoen                   | Club           | Land           | Competitie     | Wed.       | Dlp.       | Wed.  | Dlp.  | Wed.   | Dlp.   |
| ------------------------- | -------------- | -------------- | -------------- | ---------- | ---------- | ----- | ----- | ------ | ------ |
| 2018/19                   | Jong Ajax      | Nederland      | Eerste divisie | 8          | 0          | –     | –     | 8      | 0      |
| 2019/20                   | Jong Ajax      | Nederland      | Eerste divisie | 5          | 0          | 0     | 0     | 5      | 0      |
| Carrièretotaal            | Carrièretotaal | Carrièretotaal | Carrièretotaal | 13         | 0          | 0     | 0     | 13     | 0      |
| Bijgewerkt op 5 juli 2020 |                |                |                |            |            |       |       |        |        |